# 卡拉克省
卡拉克省（阿拉伯语：محافظة الكرك）是約旦的一個省份，位於該國西部死海東南岸，西鄰以色列。面積3,495平方公里，2004年人口214,225人。首府卡拉克。下分7區。